# Nysier Brooks
Nysier Ta-Jhon Brooks (Filadelfia, 5 dicembre 1996) è un cestista statunitense.

## Carriera
Dopo aver trascorso la carriera universitaria tra Cincinnati Bearcats, Miami Hurricanes e Ole Miss Rebels, il 16 giugno 2022 firma il primo contratto professionistico con i Newfoundland Growlers. Il 18 luglio seguente si lega al VEF Rīga, con cui vince il campionato lettone.

## Palmarès

### Squadra
- Campionato lettone: 1

VEF Rīga: 2022-2023
- Coppa di Lettonia: 1

VEF Riga: 2023

### Individuale
- LBL MVP finali: 1

VEF Riga: 2022-2023